# Air Master
Air Master (エアマスター?, Ea Masutā, lett. "Maestra dell'aria") è manga scritto e disegnato da Yokusaru Shibata. Il manga è stato serializzato sulla rivista Young Animal di Hakusensha dal 1997 al 2006 ed è stata poi raccolta in 26 volumi tankōbon.
Nel 2003 la Toei Animation ne ha tratto una serie animata di 27 episodi, trasmessa su Nippon Television dal 1º aprile al 23 settembre 2003.
In Italia la serie animata è stata diffusa sottotitolata in lingua italiana da Crunchyroll.

## Trama
La storia ripercorre le vicende di Maki Aikawa, una ragazza sedicenne con un passato da ginnasta che frequenta normalmente la scuola. Qui fa amicizia con i coetanei e con altre ragazze più giovani di lei, ma avanti con la narrazione si scopre che lei è un'abilissima combattente che usa tecniche aeree nei vari duelli, una lottatrice di streetfighter, da cui il soprannome Airmaster. Verso la fine della serie si mostrano dei combattenti sempre più forti e preparati fino ad arrivare ai 10 migliori del Giappone.

## Personaggi

### Protagonisti
- Maki Aikawa, soprannominata "Air Master", una ragazza altissima con i capelli rossi protagonista della storia. Grazie alla madre ha avuto una brillante carriera come ginnasta e grazie al padre è diventata un'abilissima combattente. All'inizio della storia si è trasferita da poco al Liceo Pomodoro.

- Shiro Saeki, giovane padre di Maki, non ha mai sposato la madre della ragazza, possiede una palestra, ed è anche lui un fortissimo combattente. Rileva di avere avuto Maki, e di essere diventato padre alla tenera età di 15 anni. Benché a volte Shiro dica che tale cosa fu un errore azzardato, non si pente della nascita di Maki, avendo probabilmente accettato le conseguenze quando la madre di Maki rimase incinta. Dopo la morte della sua fidanzata, anni dopo si è risposato avendo avuto un'altra figlia da quest'ultima. Tuttavia Shiro ha dei nuovi problemi in famiglia e che rischia il divorzio. Non accetta che Julietta Sakamoto voglia prendere Maki e farla sua, affermando che non intende cedergli sua figlia. Rimane perplesso dall'istinto combattivo delle sue due figlie, ammettendo che probabilmente sono votate fin dalla nascita al combattimento.

- Mina Nakanotani, una compagna di classe della protagonista, i suoi comportamenti sono ambigui fino a sembrare innamorata della ragazza. Ha un corpo esageratamente provocante. Sembra essere la figlia di una famiglia molto ricca e influente in Giappone. Ammettendo di possedere un esercito personale di guardie del corpo e che è disposta ad usarlo per trovare Maki. Decidendo però infine che intende ritrovare Maki da sola. Come ammesso da Mina, la misura del suo seno è di 103 cm ma che aumenterà arrivando a 105. Yuu l'ha soprannominata "Tettona Leggendaria". Frequenta un liceo differente da quello delle sue amiche, ma spesso va a trovare Maki e le altre nella loro scuola. Ha un ciuffo che può trasformare in una antenna per cercare Maki.

- Renge Inui, studentessa e amica di Maki. Ha l'aspetto di una bambina di bassa statura. Ha un modo di parlare squillante e dal carattere esuberante. Possiede poteri da medium in quanto cerca Maki quando non sa dove si trovi, o su richiesta stessa di Mina. Renge ha altre due sorelle gemelle identiche a lei ma con un carattere più tranquillo. Renge partecipa spesso alle gare dell'abbuffata vincendo anche contro i migliori in quanto la sua fame e il suo stomaco non hanno limiti, vincendo infine il premio di 100.000 yen.

- Yuu, amica di Renje, Mina e Maki. Ha il colore della pelle tendenzialmente scuro, originaria probabilmente dell'Hokkaido. Ragazza di buon cuore che ama stare con le sue amiche. Le piace mettere in imbarazzo Mina quando i ragazzi iniziano a guardarla.

- Michiru, migliore amica di Yuu, ha due fratelli gemelli dei quali si deve prendere cura quando i genitori sono via.

- Miori Saeki, sorellastra più piccola di Maki Aikawa. È la seconda figlia che Shiro Saeki, ha avuto dalla sua seconda moglie. Si mostra coma una ragazzina molto più bassa rispetto a Maki. Ha i capelli rossicci come quelli di Maki, ma meno intensi. Gli occhi sono azzurri come quelli della sorella. Nonostante la giovane età, dimostra subito di avere grande forza e agilità, indicando che ha ereditato anche lei l'indole combattiva come sua sorella. Dopo alcune vicissitudini decide infine di vivere con Maki nel suo appartamento.

### Antagonisti
- Shinnosuke Tokita, un ragazzo armato di un lungo bastone che all'occorrenza si trasforma in un nunchaku. È uno studente della stessa scuola che frequenta Maki. Verrà sconfitto inizialmente dalla ragazza poi durante la serie aiuta i protagonisti. Rimasto colpito dal fascino di Maki e dal suo stile di combattimento infine se ne innamora. Alla fine della serie decide di ritirarsi in un allenamento per tornare a combattere contro Maki, e dichiarare infine il suo amore per lei.

- Kaori Sakiyama, come lei si autodefinisce, è una supermodella, ama primeggiare in tutto e non sopporta l'idea di essere superata dalla tecnica combattiva di Maki. Anche se appare nelle prime puntate per tutta la durata dell'anime cercherà sempre di sconfiggere l'avversaria.

- Julietta Sakamoto, un ragazzo che possiede l'abilità di trasmettere il proprio "chi" nelle gambe per sferrare dei calci molto potenti, si innamora di Maki e vuole a qualunque costo farla sua.

- Fukamichi, un personaggio misterioso che ha stilato una classificazione dei migliori combattenti in circolazione, vuole che Maki partecipi perché pensa abbia buona possibilità di arrivare fra i primi 10 classificati. Sembra essere molto forte tanto che tutti pensano che sia lui il numero 1 della classifica.

## Episodi
| Nº | Titolo italiano Giapponese 「Kanji」 - Rōmaji                                                                   | In onda           | In onda |
| Nº | Titolo italiano Giapponese 「Kanji」 - Rōmaji                                                                   | Giapponese        |         |
| 1  | Vola! Air Master 「飛べ！エアマスター」 - Tobe! Ea Masutā                                                       | 1º aprile 2003    |         |
| 2  | Abbaia! Sakiyama Kaori!! 「吠えろ！崎山香織!!」 - Hoero! Sakiyama Kaori!!                                       | 8 aprile 2003     |         |
| 3  | Sfida! Tokita Shinnosuke 「挑め！時田伸之助」 - Nozome! Tokita Shinnosuke                                       | 15 aprile 2003    |         |
| 4  | Distinguiti! Tsukio e Reiichi 「目立て！月雄と麗一」 - Medate! Tsukio to Reiichi                                | 22 aprile 2003    |         |
| 5  | Canta! Sakamoto Julietta 「唄え！坂本ジュリエッタ」 - Tonae! Sakamoto Jurietta                                  | 29 aprile 2003    |         |
| 6  | Cavalca! Maki 「ノッてけ！摩季」 - Notteke! Maki                                                                | 6 maggio 2003     |         |
| 7  | Non farmelo dire di nuovo! 「二度と言わせるな！」 - Nidoto iwa seru na!                                         | 13 maggio 2003    |         |
| 8  | Risuona! Nakanotani Mina 「轟け！中ノ谷美奈」 - Todoroke! Nakanotani Mina                                       | 20 maggio 2003    |         |
| 9  | Vai! L'alleanza nera della giustizia e della sincerità 「進め！黒正義誠意連合」 - Susume! Kuro seigi seii rengō | 27 maggio 2003    |         |
| 10 | Ardi! Kitaeda Kinjiro 「燃えろ！北枝金次郎」 - Moero! Hokushi Kinjirō                                           | 3 giugno 2003     |         |
| 11 | Assorbilo! Maki contro Kinjiro 「たたみこめ！摩季対金次郎」 - Tatamikome! Maki tai Kinjirō                      | 10 giugno 2003    |         |
| 12 | Fatevi conoscere! Le Wrestler per famiglie 「名のれ！ファミレスラーズ」 - Na nore! Famire Surāzu                | 17 giugno 2003    |         |
| 13 | Brilla! Sky Star 「輝け！スカイスター」 - Kagayake! Sukai Sutā                                                  | 24 giugno 2003    |         |
| 14 | Trafiggila! Kai e Maki 「突き抜けろ！カイと摩季」 - Tsukinukero! Kai to Maki                                    | 1º luglio 2003    |         |
| 15 | Conquista! L'Imperatrice scarafaggio 「征服せよ！女帝ゴキ」 - Seifuku seyo! Nyotei goki                         | 8 luglio 2003     |         |
| 16 | Combatti! La classifica Fukamichi 「戦え！深道ランキング」 - Tatakae! Fukamichi Rankingu                        | 15 luglio 2003    |         |
| 17 | Adunata! I combattenti di strada 「集え！ストリートファイターズ」 - Tsudoe! Sutorītofaitāzu                     | 22 luglio 2003    |         |
| 18 | Cosplay! Komada Shigeo 「コスプれ！駒田シゲオ」 - Kosupure! Komada Shigeo                                       | 29 luglio 2003    |         |
| 19 | Nasconditi nell'ombra! Ogata Koji 「忍べ！尾形小路」 - Shinobe! Ogata Kouji                                     | 5 agosto 2003     |         |
| 20 | Colpisci! Kai contro Kinjiro 「ぶつかれ！カイ対金次郎」 - Butsukare! Kai tai Kinjirō                            | 12 agosto 2003    |         |
| 21 | Fallo parlare! Fukamichi (il fratello minore) 「しゃべらせろ！深道（弟）」 - Shabera sero! Fukamichi otōto      | 19 agosto 2003    |         |
| 22 | Lanciali! Il lottatore dei fuochi 「打ち上げろ！炎のランカー」 - Uchiagero! Honō no Rankā                       | 26 agosto 2003    |         |
| 23 | Falla a fette! Minaguchi Yuki 「切り裂け！皆口由紀」 - Kirisake! Minaguchi Yuki                                 | 2 settembre 2003  |         |
| 24 | Griglia! La carne 「焼け！肉」 - Yake! Niku                                                                     | 9 settembre 2003  |         |
| 25 | A pezzi! Konishi contro Julietta 「壊せ!小西対ジュリエッタ」 - Kowase! Konishi tai Jurietta                     | 16 settembre 2003 |         |
| 26 | Sentilo! Il vento della battaglia 「感じろ！闘いの風」 - Kanjiro! Tatakai no kaze                               | 23 settembre 2003 |         |
| 27 | Vola! Aikawa Maki 「飛べ！相川摩季」 - Tobe! Aikawa Maki                                                        | 30 settembre 2003 |         |

## Distribuzione
Geneon ha stretto un accordo con il quale ha ottenuto il permesso di distribuire la serie negli Stati Uniti e in Canada, ma nell'agosto del 2006 la produzione è stata bloccata senza spiegazioni.